# Jingtai (keizer)
Jingtai (21 september 1428 - 14 maart 1457), oorspronkelijke naam Zhu Qiyn, postume titel Jingdi, was een Chinese keizer van de Ming-dynastie. 
Hij kwam in 1449 aan de macht toen zijn halfbroer Zhengtong bij de slag bij Tumu (ten noorden van Beijing) gevangen werd genomen door de Oirat-Mongolen onder leiding van Esen tajsj. De Mongoolse leider eiste een enorm losgeld voor de gegijzelde Mingkeizer, maar de Chinezen weigerden dit te betalen. In plaats daarvan werd Zhu Qiyn als keizer geïnstalleerd onder de naam Jingtai. Toen Esen tajsj geen zicht meer had op het beoogde losgeld, liet hij zijn dure gevangene een jaar later gaan in ruil voor vage Chinese beloftes over handelstransacties. Zhengtong kreeg echter pas toestemming de Chinese hoofdstad weer te betreden nadat hij zijn aanspraken op de troon had opgegeven. Jingtai plaatste zijn broer vervolgens onder huisarrest en benoemde in 1452 zijn eigen zoon tot troonopvolger in plaats van Zhengtongs zoon. De zoon van Jingtai stierf echter binnen een jaar. 
De regeringsperiode van Jingtai was weinig gelukkig: naast de dreiging van de Oirat-Mongolen kampte het land met koude, jaren van droogte en vervolgens overstromingen. Zoals gebruikelijk in China kreeg de keizer de schuld van de barre omstandigheden. In de winter van 1456-1457 werd Jingtai ziek en was hij niet in staat om de traditionele audiëntie op Nieuwjaarsdag bij te wonen. Medestanders van Zhengtong maakte van de gelegenheid gebruik om de vorige keizer opnieuw op de troon te zetten, ditmaal onder de naam Tianshun. 
Jingtai stierf op 14 maart 1457 onder nooit opgehelderde omstandigheden. 